# Brahin (Bielorussia)
Brahin (in bielorusso Брагін?; in russo Брагин?, Bragin) è un comune della Bielorussia, situato nella regione di Homel'.